# Морстаун (Минесота)
Морстаун (енгл. Morristown) град је у америчкој савезној држави Минесота.

## Демографија
По попису из 2010. године број становника је 987, што је 6 (0,6%) становника више него 2000. године.
| Група             | 2000.       | 2010.       |
| Белци             | 888 (90,5%) | 929 (94,1%) |
| Афроамериканци    | 1 (0,1%)    | 6 (0,6%)    |
| Азијати           | 0 (0,0%)    | 2 (0,2%)    |
| Хиспаноамериканци | 80 (8,2%)   | 36 (3,6%)   |
| Укупно            | 981         | 987         |